# Kayapınar, Sivrice
Kayapınar là một xã thuộc huyện Sivrice, tỉnh Elâzığ, Thổ Nhĩ Kỳ. Dân số thời điểm năm 2011 là 88 người.